# 弗朗蒂舍克·布里克西
弗朗蒂舍克·克萨韦尔·布里克西（捷克語：František Xaver Brixi；1732年1月2日—1771年10月14日），波西米亚作曲家。其父西蒙·布里克西也是作曲家。布里克西先后在布拉格的多所教堂任职，他的宗教音乐作品在当时广为传播。

## 外部連結
- 公有領域聲樂檔案館上弗朗蒂舍克·布里克西的作品